# Louvatange
Louvatange es una comuna francesa situada en el departamento de Jura, de la región de Borgoña-Franco Condado.

## Historia
En 1972 pasó a formar parte de Louvatange-le-Petit-Mercey al unirse a Le Petit-Mercey y en 1984 fue reconstituida  como comuna a partir de sus antiguos territorios.

## Demografía
| Gráfica de evolución demográfica de Louvatange entre 1800 y 2022 |
|                                                                  |

Los datos demográficos contemplados en este gráfico se han cogido de la página francesa EHESS/Cassini.